# Pi Fornacis
Pi Fornacis (π Foracis, förkortat Pi For, π  For) som är stjärnans Bayerbeteckning, är en dubbelstjärna belägen i den västra delen av stjärnbilden Ugnen. Den har en skenbar magnitud på 5,36 och är synlig för blotta ögat där ljusföroreningar ej förekommer. Baserat på parallaxmätning inom Hipparcosuppdraget på ca 11,1 mas, beräknas den befinna sig på ett avstånd på ca 294 ljusår (ca 90 parsek) från solen. På det beräknade avståndet minskas dess skenbara magnitud med 0,10 enheter genom en skymningsfaktor på grund av interstellärt stoft.

## Egenskaper
Primärstjärnan Pi Fornacis A är en gul till orange jättestjärna av spektralklass G8 III.. Den har en massa som är omkring densamma som solens massa, en radie som är ca 9,5 gånger större än solens och utsänder från dess fotosfär ca 58 gånger mera energi än solen vid en effektiv temperatur av ca 5 000 K.
Följeslagare, Pi Fornacis B, upptäcktes år 2008 med hjälp av AMBER-instrumentet i Very Large Telescope. Vid upptäckten låg den med en uppskattad vinkelseparation på 12,0 ± 4,0 mas från primärstjärnan vid en positionsvinkel på 120° ± 20°. Den preliminära omloppsperioden för stjärnparet är 11,4 år i en bana, som har en mycket stor lutning mot siktlinjen från jorden.